# Rosora Mergo
Rosora Mergo era un comune italiano della provincia di Ancona, nato durante il regime fascista dalla fusione dei comuni di Mergo e Rosora con Regio Decreto 31 maggio 1928, n. 1515 ed in seguito soppresso con Decreto Legislativo Luogotenenziale N. 61 del 01/02/1946     con il ripristino dei due comuni originari.